# Агенезия мозолистого тела
Агенези́я мозо́листого те́ла (АМТ)  — редкий врожденный дефект (врожденное заболевание), при котором наблюдается полное или частичное отсутствие мозолистого тела. АМТ может быть обнаружена изолированно на МРТ, но чаще сочетается с множественными пороками развития.

## Классификация
Нарушения развития мозолистого тела в нейроонтогенезе могут приводить к следующим аномалиям:
- Агенезия мозолистого тела (АМТ) — полное отсутствие мозолистого тела.
- Гипогенезия мозолистого тела (частичная АМТ) — мозолистое тело сформировано частично, отсутствие должно быть очевидно с рождения и не быть проявлением дегенеративного состояния.
- Дисгенезия мозолистого тела — мозолистое тело имеет аномальную, нетипичную форму.
- Гипоплазия мозолистого тела — мозолистое тело сформировано, однако имеет явный дефицит объёма за счет участия в его формировании недостаточного количества комиссуральных волокон[2].

Различают первичную и вторичную АМТ[уточнить].
Отличие гипогенетических изменений структуры мозолистого тела от вторичных повреждений позволяет опереться на последовательность формирования различных отделов мозолистого тела: например, гипотрофическое или отсутствующее колено при нормальном теле и валике всегда свидетельствует о вторичном повреждении МТ.

## Этиология
Причины возникновения аномалий развития мозолистого тела могут быть генетическими, инфекционными, сосудистыми или токсическими.

### Генетические причины
Существует более 60 генетических и хромосомных аномалий, в которых патология мозолистого тела является неспецифическим признаком.
Генетика АМТ у людей разнообразна и отражает всю сложность развития мозолистого тела. Сочетание генетических механизмов, в том числе менделевской мутации одного гена, спорадической мутации одного гена и сложной генетики (что может являться сочетанием унаследованных и спорадических мутаций) может играть роль в этиологии АМТ. Причины 30-45 % случаев АМТ могут быть установлены. У 10 % присутствуют хромосомные отклонения, а у оставшихся 20-35 % — определяемые генетические синдромы.
У большинства индивидов с АМТ не прослеживается очевидной наследственной причины или генетического синдрома, что позволяет предположить, что АМТ может быть вызвана случайными новыми (de novo) генетическими мутациями.

## Диагностика
Диагностика нарушения осуществляется внутриутробно, либо после рождения с помощью УЗИ, МРТ, либо КТ.
Основные диагностические критерии, позволяющие заподозрить наличие АМТ:
- радиальный паттерн борозд медиальной поверхности мозга — борозды медиальной поверхности гемисфер мозга отходят от крыши III желудочка, поясная извилина не сформирована;

- параллельность тел боковых желудочков головного мозга
- расстояние между телами боковых желудочков увеличено
- аномальное расширение задних рогов боковых желудочков
- отсутствие прозрачной перегородки
- высокое расположение III желудочка.

### Внутриутробная диагностика АМТ
Кафедрой лучевой диагностики СПбГМА им. Мечникова проводилась МРТ-диагностика АМТ внутриутробно. С 2004 по 2009 год проведено 270 МРТ плода с различной патологией, при этом идентифицировано 35 случаев АМТ. Было выявлено 35 случаев АМТ. В 29 случаях АМТ была полной (83 %), в 2 — частичной (5,7 %), в 4 — атипичной (11,4 %). Мозолистое тело не определялось в 33 случаях (94 %); увеличение расстояния между телами боковых желудочков и параллельность боковых желудочков — 28 (80 %), деформация передних рогов боковых желудочков — 30 (86 %); расширение боковых желудочков — 28 (80 %); кольпоцефалия (аномальное расширение затылочных рогов мозга) — 27 (77 %); деформация борозд медиальной поверхности гемисфер (радиальный паттерн борозд) — 17 (49 %). В 12 случаях (35 %) АМТ была изолированная, у 23 плодов (65 %) сочеталась с другими аномалиями головного мозга, в 7 случаях аномалии были множественными.

## Лечение
На данный момент не существует специфического лечения врожденных аномалий мозолистого тела. Для помощи и коррекции используются различные методы и методики, направленные на помощь в физическом развитии и формировании различных навыков. Важно проконсультироваться с различными специалистами в области медицины, здравоохранения, образования и социальной работы. К таким специалистам относятся неврологи, нейропсихологи, трудотерапевты, физиотерапевты, логопеды, педиатры, генетики, социальные работники, специальные педагоги, специалисты раннего развития.

## Прогноз
Прогноз зависит от причины аномалии мозолистого тела, основного заболевания и сопутствующих патологий. Прогноз при изолированной форме агенезии мозолистого тела остается неизученным. Многие авторы полагают, что агенезия мозолистого тела не приводит к значительным последствиям для неврологического развития. Однако величина показателя специфического риска в настоящее время неизвестна.

## Группы поддержки
В США организована Национальная организация патологии мозолистого тела (National Organization of Disorders of the Corpus Callosum), которая занимается поддержкой лиц с нарушением развития мозолистого тела, их родственников. При поддержке организации проводятся ежегодные тематические конференции с участием представителей научного медицинского сообщества, занимающихся изучением патологий мозолистого тела.
Также организованы группы поддержки в социальных сетях и мессенджерах.